# قرار مجلس الأمن التابع للأمم المتحدة رقم 1310
قرار مجلس الأمن التابع للأمم المتحدة رقم 1310، المتخذ بالإجماع في 27 تموز / يوليو 2000، بعد التذكير بالقرارات السابقة بشأن إسرائيل ولبنان، بما في ذلك القرارات 425 (1978) و426 (1978) و501 (1982) و508 (1982) و509 (1982) و520 (1982)، وكذلك القرار 1308 (2000)، قرر المجلس تمديد ولاية قوة الأمم المتحدة المؤقتة في لبنان (يونيفيل) لستة أشهر أخرى حتى 31 يناير 2001.
استذكر مجلس الأمن تقرير الأمين العام كوفي عنان بأن إسرائيل قد سحبت قواتها من لبنان اعتبارًا من 16 يونيو / حزيران 2000، وفقًا للقرار 425. وأيد ما فهمه تقرير الأمين العام من أن اليونيفيل ستنتشر بالكامل في جميع أنحاء منطقة عملياتها وأن الحكومة اللبنانية ستعزز وجودها في المنطقة. كما رحب المجلس بإزالة الحكومة الإسرائيلية لانتهاكات خط الانسحاب ودعا الأطراف إلى احترام الخط.
ودعيت الحكومة اللبنانية إلى خلق جو هادئ واستعادة سلطتها في جنوب لبنان ورحب بإقامة نقاط تفتيش في المنطقة. وشدد المجلس على الطبيعة المؤقتة لقوة الأمم المتحدة في لبنان وتوقع إنجازها في وقت مبكر. ورحب باعتزام الأمين العام تقديم تقرير بحلول 31 أكتوبر 2000 عن التقدم المحرز نحو تحقيق أهداف القرار 425 والمهام الأصلية الموكلة إلى اليونيفيل. وسيجري استعراض الحالة في أوائل تشرين الثاني / نوفمبر 2000.
وأخيرا، اختتم القرار بالتأكيد على أهمية السلام العادل والدائم في الشرق الأوسط على أساس قرارات مجلس الأمن ذات الصلة بما في ذلك 242 (1967) و338 (1973).

## روابط خارجية
- نص القرار في undocs.org